# Neujahrskonzert der Wiener Philharmoniker 2000
Das Neujahrskonzert der Wiener Philharmoniker 2000 war das 60. Neujahrskonzert der Wiener Philharmoniker und fand am 1. Jänner 2000 im Wiener Musikverein statt. Dirigent war zum dritten Mal Riccardo Muti, der das Konzert zuvor in den Jahren 1993 und 1997 geleitet hatte.

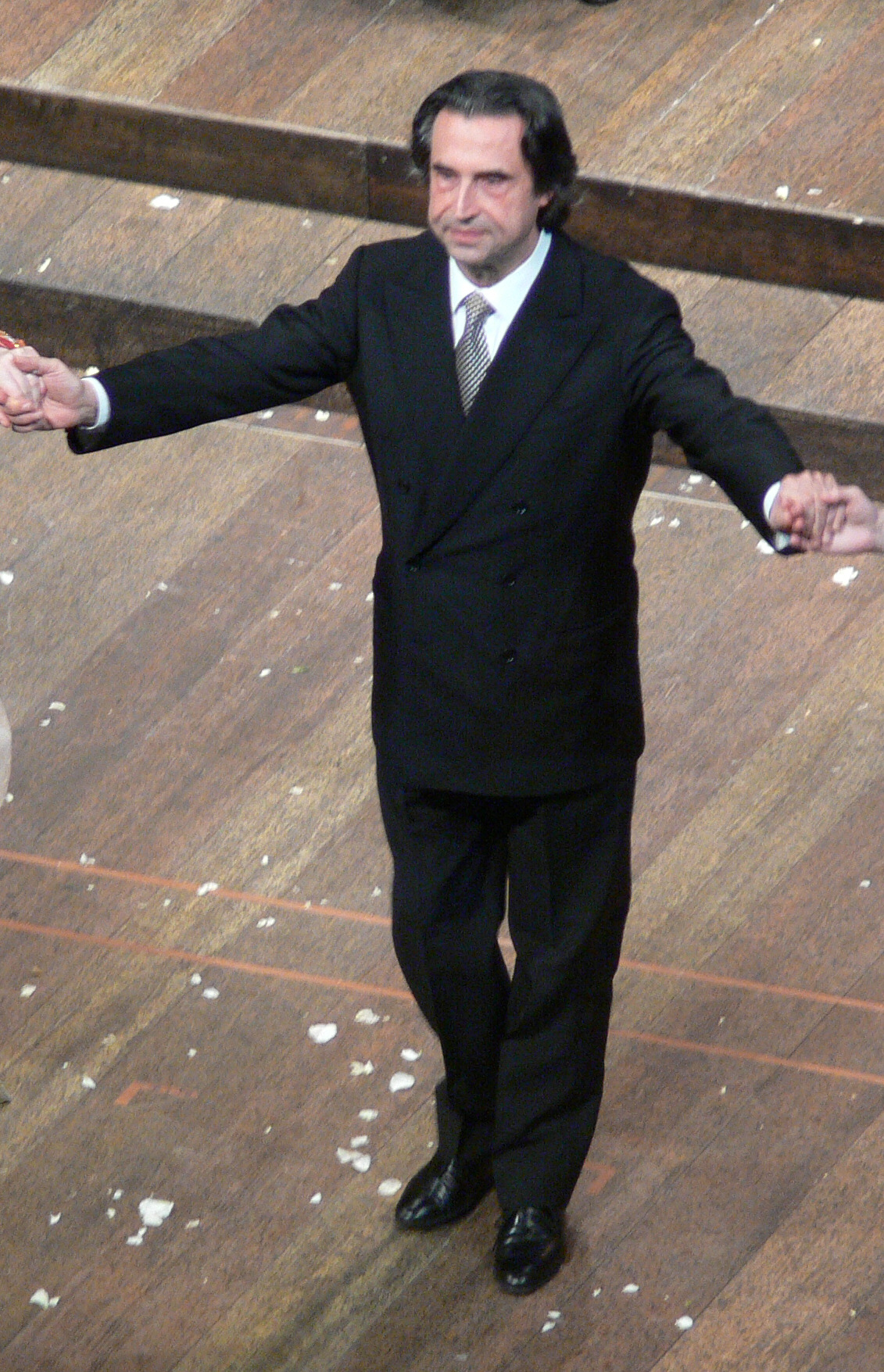
Riccardo Muti (2008)

## Programm

### 1. Teil
1. Johann Strauss (Sohn): Lagunen-Walzer, op. 411
2. Johann Strauss (Sohn): Hellenen-Polka (schnell), op. 203
3. Johann Strauss (Sohn): Albion-Polka, op. 102
4. Johann Strauss (Sohn): Liebeslieder, Walzer, op. 114
5. Johann Strauss (Sohn): Csárdás aus „Ritter Pásmán“, op. 441
6. Eduard Strauß: Mit Extrapost, Polka schnell, op. 259

### 2. Teil
1. Franz von Suppè: Ouvertüre zum Lustspiel „Ein Morgen, ein Mittag, ein Abend in Wien“
2. Eduard Strauß: Gruß an Prag, Polka française, op. 144
3. Johann Strauss (Sohn): Wein, Weib und Gesang, Walzer, op. 333
4. Johann Strauss (Sohn): Persischer Marsch, op. 289
5. Josef Strauss: Die Libelle, Polka mazur, op. 204
6. Johann Strauss (Sohn): Proceß-Polka (schnell), op. 294
7. Josef Strauß: Künstler-Gruß, Polka française, op. 274
8. Josef Strauß: Marien-Klänge, Walzer, op. 214
9. Johann Strauss (Sohn): Éljen a Magyar! Schnell-Polka, op. 332

### Zugaben
1. Johann Strauss (Sohn): Vom Donaustrande, Polka schnell, op. 356
2. Johann Strauss (Sohn): An der schönen blauen Donau, Walzer, op. 314
3. Johann Strauss (Vater): Radetzky-Marsch, op. 228

Werkliste und Reihenfolge sind der Website der Wiener Philharmoniker entnommen. 

## Besetzung (Auswahl)
- Riccardo Muti, Dirigent
- Wiener Philharmoniker
- Wiener Sängerknaben

## Pausenfilm
Den 24 Minuten dauernden Pausenfilm mit dem Titel Elementare Bilderwelten / Visions of Austria verantwortete Regisseur Georg Riha. Die Musik zum Pausenfilm schrieb Werner Pirchner.

## Aufnahmen
Die Audio-Doppel-CD erschien 2000 bei EMI Classics. Auf der ersten CD waren die ersten sechs Programmnummern enthalten, auf der zweiten die Programmnummern sieben bis 18. Im Folgejahr gehörten Muti und die Wiener Philharmoniker bei den Amadeus Austrian Music Awards zu den Preisträgern. Ausgezeichnet wurden sie für Klassik-Album des Jahres und Klassik Künstler, Künstlerin oder Gruppe/Ensemble des Jahres.